# Кричевский переулок
Кри́чевский переу́лок — переулок в Центральном районе Санкт-Петербурга. Проходит от Шпалерной улицы до набережной Кутузова.

## История переименований
Известен с 1892 года как Самбургский переулок. Название дано по существовавшей здесь Самбургской площади (застроена после 1851 года). Площадь, в свою очередь, названа по искаженной фамилии домовладельца (Шпалерная улица, 18) протоиерея А. А. Самборского, духовника и учителя императора Александра I.
15 декабря 1952 года переименован в Кричевский переулок по г. Кричеву (Могилёвская обл., Белоруссия) в ряду проездов, названных в память освобождения советских городов во время Великой Отечественной войны.

## Здания
- Кричевский пер., 1 — Литейный проспект, 1 — наб. Кутузова, 2 — Шпалерная ул., 20 — здание офицерских казарм лейб-гвардии 1-й Артиллерийской бригады.  памятник архитектуры (вновь выявленный объект)[1]. Является частью ансамбля казарм Артиллерийской бригады. Второе здание (Литейный пр., 2 — Шпалерная ул., 22 — Воскресенская набережная, 32, — памятник истории и культуры местного значения). Здание построено в 1851—1853 годах по проекту архитекторов А. П. Гемилиана и И. Н. Роута.
- Кричевский пер., 1 — наб. Кутузова, 4 — Шпалерная ул., 18 — особняк А. Д. Шереметева (в 1789—1798 гг. — дом А. А. Самборского). Перестроен в 1858 году Е. А. Туром. С 1934 года во дворце находился Ленинградский Дом писателей. В постсоветское время особняк горел и после ремонта использовался под гостиницу. Особняк площадью 4,8 тыс. м² был выставлен в 2008 году на продажу ОАО «Талион», которое реконструировала его под элитную резиденцию, как писал «Деловой Петербург». Приобретён Алишером Усмановым в конце 2010 года[2].